# SN 2005ge
SN 2005ge – supernowa typu Ia odkryta 22 września 2005 roku w galaktyce A021814+0047. W momencie odkrycia miała maksymalną jasność 22,10m.